# Dreamlanders
Le terme Dreamlanders désigne l'ensemble des membres du casting et de l'équipe technique réguliers des films de John Waters. Ce terme provient du nom de la société de productions de Waters, Dreamland Productions.
Les Dreamlanders originaux sont, pour la majorité, des amis d'enfance de John Waters, des clients réguliers de Hollywood Bakery et du Pete's Hotel et des étudiants du Maryland Institute College of Art.
Bien que Waters ait tenté de faire participer la plupart du temps les mêmes acteurs et la même équipe technique dans chacune de ses productions, tous les Dreamlanders ne figure pas dans chacun de ses films. Cela est souvent dû au décès d'un acteur (ce fut le cas pour Maelcum Soul en 1968, David Lochary en 1977, Edith Massey en 1984, et Divine en 1988).
D'autres acteurs, comme Traci Lords ou Ricki Lake, ne sont pas présents dans tous les films mais apparaissent occasionnellement.
En général, lorsque John Waters découvre un acteur il le place dans le casting de ses films suivants. Mary Vivian Pearce est la seule Dreamlander à apparaitre dans tous ses films, même si sa participation à Cry-Baby fut coupée au montage. Mink Stole a participé à tous les films de Waters, à l'exception de ses courts-métrages (Hag in a Black Leather Jacket (1964), Eat Your Makeup (1967) et The Diane Linkletter Story (1969)).
Bien que de nombreux Dreamlanders ont une histoire prolifique avec Waters, la distinction d'être un Dreamlander est généralement donnée à toute personne qui a fait plus d'un film avec lui, comme Traci Lords qui apparait dans Cry-Baby (1990) et Serial Mother (1994). Danny Mills est parfois considéré comme un Dreamlander, même s'il n'est apparu que dans un seul film (Pink Flamingos en 1972).

## Les Dreamlanders
| Acteur et/ou Équipe technique | Mondo Trasho (1969) | Multiple Maniacs (1970) | Pink Flamingos (1972) | Female Trouble (1974) | Desperate Living (1977) | Polyester (1981) | Hairspray (1988) | Cry-Baby (1990) | Serial Mother (1994) | Pecker (1999) | Cecil B. Demented (2000) | A Dirty Shame (2004) |
| ----------------------------- | ------------------- | ----------------------- | --------------------- | --------------------- | ----------------------- | ---------------- | ---------------- | --------------- | -------------------- | ------------- | ------------------------ | -------------------- |
| Divine                        | ✔️                  | ✔️                      | ✔️                    | ✔️                    |                         | ✔️               | ✔️               |                 |                      |               |                          |                      |
| David Lochary                 | ✔️                  | ✔️                      | ✔️                    | ✔️                    |                         |                  |                  |                 |                      |               |                          |                      |
| Susan Lowe (en)               | ✔️                  | ✔️                      |                       | ✔️                    | ✔️                      | ✔️               | ✔️               | ✔️              | ✔️                   | ✔️            | ✔️                       |                      |
| Edith Massey                  |                     | ✔️                      | ✔️                    | ✔️                    | ✔️                      | ✔️               |                  |                 |                      |               |                          |                      |
| Cookie Mueller                |                     | ✔️                      | ✔️                    | ✔️                    | ✔️                      | ✔️               |                  |                 |                      |               |                          |                      |
| Mary Vivian Pearce            | ✔️                  | ✔️                      | ✔️                    | ✔️                    | ✔️                      | ✔️               | ✔️               | ✔️              | ✔️                   | ✔️            | ✔️                       | ✔️                   |
| Channing Wilroy               |                     |                         | ✔️                    | ✔️                    | ✔️                      |                  |                  | ✔️              |                      | ✔️            | ✔️                       | ✔️                   |
| Jean Hill (en)                |                     |                         |                       |                       | ✔️                      | ✔️               |                  |                 |                      |               |                          | ✔️                   |
| Mink Stole                    | ✔️                  | ✔️                      | ✔️                    | ✔️                    | ✔️                      | ✔️               | ✔️               | ✔️              | ✔️                   | ✔️            | ✔️                       | ✔️                   |
| Danny Mills                   |                     |                         | ✔️                    |                       |                         |                  |                  |                 |                      |               |                          |                      |
| Susan Walsh (en)              | ✔️                  | ✔️                      | ✔️                    | ✔️                    |                         |                  |                  |                 |                      |               |                          |                      |
| Paul Swift (en)               |                     | ✔️                      | ✔️                    | ✔️                    | ✔️                      |                  |                  |                 |                      |               |                          |                      |
| George Figgs (en)             | ✔️                  | ✔️                      | ✔️                    | ✔️                    | ✔️                      | ✔️               |                  |                 | ✔️                   | ✔️            | ✔️                       | ✔️                   |
| Elizabeth Coffey (en)         |                     |                         | ✔️                    | ✔️                    |                         |                  |                  |                 |                      |               |                          |                      |
| George Stover                 |                     |                         |                       | ✔️                    | ✔️                      | ✔️               | ✔️               |                 |                      |               |                          |                      |
| Patty Hearst                  |                     |                         |                       |                       |                         |                  |                  | ✔️              | ✔️                   | ✔️            | ✔️                       | ✔️                   |
| Pat Moran                     | ✔️                  | ✔️                      | ✔️                    | ✔️                    | ✔️                      | ✔️               | ✔️               | ✔️              | ✔️                   | ✔️            | ✔️                       | ✔️                   |
| Ed Peranio (en)               |                     | ✔️                      | ✔️                    | ✔️                    | ✔️                      |                  |                  |                 |                      |               |                          |                      |
| Vincent Peranio (en)          |                     | ✔️                      | ✔️                    | ✔️                    | ✔️                      | ✔️               | ✔️               | ✔️              | ✔️                   | ✔️            | ✔️                       | ✔️                   |
| Van Smith (en)                |                     |                         | ✔️                    | ✔️                    | ✔️                      | ✔️               | ✔️               | ✔️              | ✔️                   | ✔️            | ✔️                       | ✔️                   |
| Steve Yeager (en)             |                     |                         | ✔️                    | ✔️                    | ✔️                      | ✔️               |                  |                 |                      |               |                          |                      |
| Ricki Lake                    |                     |                         |                       |                       |                         |                  | ✔️               | ✔️              | ✔️                   |               | ✔️                       |                      |
| Traci Lords                   |                     |                         |                       |                       |                         |                  |                  | ✔️              | ✔️                   |               |                          |                      |
| Alan J. Wendl                 |                     |                         |                       |                       |                         |                  | ✔️               | ✔️              | ✔️                   | ✔️            | ✔️                       | ✔️                   |

## Filmographie

### Courts et moyens métrages
- 1964 : Hag in a Black Leather Jacket
- 1966 : Roman Candles
- 1968 : Eat Your Makeup
- 1968 : Dorothy Kansas City Pothead : Le Magicien d’Oz (film inachevé)
- 1970 : The Diane Linkletter Story

### Longs métrages
- 1969 : Mondo Trasho
- 1970 : Multiple Maniacs
- 1972 : Pink Flamingos
- 1974 : Female Trouble
- 1977 : Desperate Living
- 1981 : Polyester
- 1988 : Hairspray
- 1990 : Cry-Baby
- 1994 : Serial Mother (Serial Mom)
- 1999 : Pecker
- 2000 : Cecil B. Demented
- 2004 : A Dirty Shame

### Documentaires
- 1975 : Lady Divine
- 1975 : Love Letter to Edie (en) de Robert Maier (en)
- 1976 : Edith's Shopping Bag (en) de Laurel Douglas, Peter Koper (en) et Charlie Ludlow
- 1985 : Divine Waters (en) de Vito Zagarrio
- 1998 : Divine Trash de Steve Yeager (en)
- 2000 : In Bad Taste (en) de Steve Yeager
- 2005 : It Came from... Baltimore!! de Mark Rance
- 2013 : I am Divine de Jeffrey Schwarz (en)

## Sources
- (en) Cet article est partiellement ou en totalité issu de l’article de Wikipédia en anglais intitulé « Dreamlanders » (voir la liste des auteurs).